# USS Houston (CL-81)
Pour les autres navires du même nom, voir USS Houston.
L'USS Houston (CL-81) est un croiseur léger de classe Cleveland entré en service dans l'United States Navy durant la Seconde Guerre mondiale.
Commandé sous le nom d'USS Vicksburg (CL-81) le 9 septembre 1940, sa quille est posé le 4 août 1941 au chantier naval de la Newport News Shipbuilding de la ville du même nom, en Virginie. Il est renommé USS Houston en octobre 1942 en l'honneur de l'ancien navire du même nom coulé lors de la bataille du détroit de la Sonde en mars 1942. Il est lancé le 19 juin 1943 et mis en service le 20 décembre 1943 sous le commandement du captain William Wohlsen Behrens.

## Historique
Le Houston débute ses entraînements en mer des Caraïbes le 1er février 1944. À la mi-avril, il est prêt pour partir rejoindre le Pacifique. Il rejoint la Task Force 38 le 31 mai 1944, juste à temps pour prendre part à l'invasion des îles Mariannes. Il fait partie de l'écran des porte-avions lors des raids menés avant l'invasion sur les Mariannes les 12 et 13 juin et les Bonin les 15 et 16 juin.
Il prend part à la bataille de la mer des Philippines, déclenchée par la réaction japonaise à l'invasion de Saipan (15 juin). Le Houston appuie le feu antiaérien contre la puissance aérienne et navale japonaise. Après la bataille, la flotte est restée au large des îles Mariannes jusqu'à la mi-août, contribuant à l'invasion. Au cours de cette période, le Houston détruisit une station radar, un aérodrome et dix avions lors des bombardements de Guam et de Rota le 26 juin.
Participant à l'invasion des Palaos, le Houston fait partie du Task Group 38.2 et fin août, rejoint l'escorte des porte-avions attaquant les Palaos le 6 septembre. Le Houston bombarde ensuite le littoral de Peleliu et des îles voisines, escorte des porte-avions lors de leurs raids aux Philippines, puis retourne à Peleliu pour soutenir les troupes terrestres.
De retour à Ulithi le 1er octobre 1944, le Houston et son groupe opérationnel appareillent cinq jours plus tard pour une importante opération dans le Pacifique occidental, notamment en effectuant des frappes aériennes préliminaires contre Okinawa le 10 octobre. Ils lancent ensuite le 12 octobre trois jours d’attaques féroces contre Formose. Le 13 octobre, le croiseur lourd Canberra est endommagé et le lendemain, ce fut le tour de l'Houston. Il fut touché par une torpille aérienne qui heurta la coque au milieu du navire. Lors de son remorquage par le Boston le 16 octobre, il est de nouveau touché par une torpille et échappe de peu au naufrage. Le croiseur rejoint tant bien que mal la base de la flotte américaine à Ulithi le 27 octobre 1944.

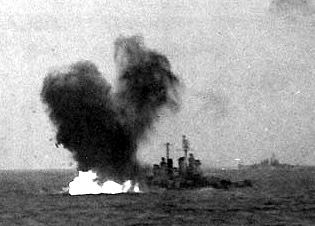
Le Houston est torpillé une nouvelle fois le 16 octobre 1944.

Après des réparations temporaires en cale sèche flottante sur l'USS ABSD-2, il rejoint Manus le 20 décembre, où il est préparé pour le voyage du retour au chantier naval de New York, qu'il atteint le 24 mars 1945.
Les réparations s'achèvent après la capitulation du Japon. Le Houston appareille de New York le 11 octobre 1945 et est basé sur la côte est des États-Unis. Entre le 16 avril et le 14 décembre 1946, il participe à une tournée amicale dans les ports d’Europe et d’Afrique du Nord, qui l’emmène en Scandinavie, au Portugal, en Italie et en Égypte. Il fait partie de la 12e division de croiseurs en Méditerranée de mai à août 1947. Le croiseur est désarmé le 15 décembre 1947, placé en réserve et radié des listes de la marine le 1er mars 1959. Il est démoli l'année suivante.

## Décorations
Le Houston a reçu trois Battle stars pour son service pendant la Seconde Guerre mondiale.